# Relaciones Egipto-Perú
Relaciones Egipto-Perú son las relaciones bilaterales entre Egipto y Perú. Ambos países son miembros de las Naciones Unidas, el Movimiento de Países No Alineados y el Grupo de los 24. Las relaciones entre ambos países son descritas por el Ministerio de Asuntos Exteriores egipcio como "excelentes", ya que ambos países comparten una historia similar, especialmente desde la segunda mitad del siglo XX.

## Historia
Perú y la República Árabe Unida establecieron relaciones por primera vez el 7 de octubre de 1963, siendo el país árabe el primero con el que Perú estableció relaciones en África. Debido al carácter revolucionario de los gobiernos de ambos países en ese momento, las relaciones se volvieron estrechas desde el principio.[3] La embajada de Egipto en Lima abrió sus puertas el mismo año en que se establecieron las relaciones.
Durante la crisis de los rehenes en la embajada japonesa, el embajador egipcio, Sami Tewfik, estuvo entre los primeros cientos de rehenes tomados como rehenes por el MRTA.
En 2012, Perú fue sede de la tercera Cumbre de Países Árabes-Sudamericanos en Lima. Egipto estuvo representado en la cumbre por una delegación, así como por la presencia del Secretario General de la Liga Árabe, Nabil Elaraby, quien inauguró el evento junto al presidente peruano Ollanta Humala.
En el Perú existe una liga parlamentaria de cooperación peruano-egipcia.

## Visitas de alto nivel
Visitas de alto nivel de Egipto al Perú
- Ministro Zahi Hawass (2011)[1]
- Secretario General Nabil Elaraby (2012)

Visitas de alto nivel del Perú a Egipto
- Canciller Manuel Rodríguez Cuadros (2004)
- Canciller José Antonio García Belaúnde (2009)[2]

## Comercio
En 2022, el comercio entre ambos países alcanzó los US$ 28 millones, siendo la balanza comercial favorable a Egipto. Este número muestra un aumento constante en comparación con años anteriores. Las importaciones al Perú incluyen vidrios, potasio, hortalizas y cemento blanco. Las importaciones a Egipto incluyen compuestos de cobre, Karimine, frutas y nueces.

## Cultura
Los lazos culturales entre Egipto y Perú son el punto fuerte de sus relaciones. Ambos países han firmado entre sí tratados que promueven la cooperación cultural y la prevención del saqueo arqueológico, comenzando con el primer tratado en 1974. En 2015 se firmó un tratado entre la Biblioteca Nacional del Perú y la Bibliotheca Alexandrina, para promover la cooperación entre ambas entidades.